# Radioligand
Ein Radioligand ist eine in der Biochemie, Pharmakologie und verwandten Wissenschaften genutzte mit einem Radionuklid markierte Substanz, die als Ligand an ein Zielprotein, beispielsweise einen Rezeptor, binden kann.

## Eigenschaften
Wird ein Radioligand diagnostisch oder therapeutisch als Arzneimittel genutzt, bezeichnet man ihn auch als Radiopharmakon. Radioliganden finden in Radioligand-Bindungsstudien, Szintigrafie, Positronen-Emissions-Tomographie (PET) und Einzelphotonen-Emissionscomputertomographie (engl. single photon emission computed tomography, kurz SPECT) Anwendung. Über die Art der Anwendung eines Radioliganden entscheiden sowohl die pharmakologischen Eigenschaften des Liganden (Affinität, Selektivität) als auch die radiochemischen Eigenschaften des Radionuklids (Strahlungsart, Aktivität, Halbwertszeit). Radioliganden werden durch Radioisotopenmarkierung erzeugt, bei Antikörpern oder Immunkonjugaten wird die Markierung als Immunmarkierung bezeichnet.